# Südwestliche Mittelgebirge und Schichtstufenland

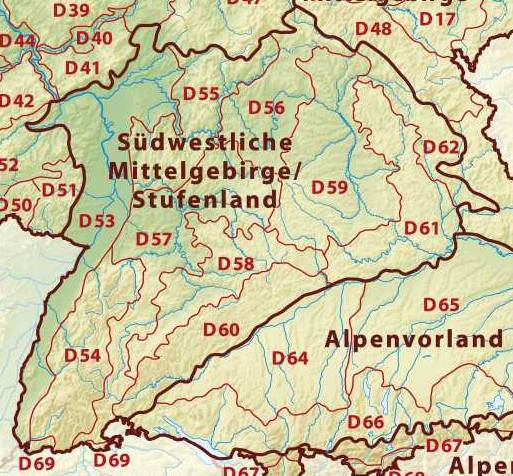

Südwestliche Mittelgebirge und Schichtstufenland (doslova Jihozápadní středohoří a stupňovina) tvoří přírodní region (subprovincii) Středoněmecké vysočiny.
Podle německého členění se Südwestliche Mittelgebirge und Schichtstufenland dělí na následující oblasti:
- Mittelgebirgsschwelle (Středoněmecké vysočiny)
  - Südwestliche Mittelgebirge und Schichtstufenland (Jihozápadní středohoří a stupňovina)
    - Oberrheinisches Tiefland (D53/20-23, Hornorýnská nížina)
      - Markgräfler Rheinebene (200)
      - Markgräfler Hügelland (201)
      - Freiburger Bucht (202)
      - Kaiserstuhl (203)
      - Offenburger Rheinebene (210)
      - Lahr-Emmendinger Vorberge (211)
      - Ortenau-Bühler Vorberge (212)
      - Nördliche Oberrhein-Niederung (222)
      - Hardtebenen (223)
      - Neckar-Rheinebene (224)
      - Hessische Rheinebene (225)
      - Bergstraße (226)
      - Rhein-Main-Tiefland
        - Rheinheimer Hügelland (231)
        - Untermainebene (232)
        - Ronneburger Hügelland (233)

    - Schwarzwald (D54/15, Černý les)
      - Schwarzwald-Randplatten (150)
      - Grindenschwarzwald und Enzhöhen (151)
      - Nördlicher Talschwarzwald (152)
      - Mittlerer Schwarzwald (153)
      - Südöstlicher Schwarzwald (154)
      - Hochschwarzwald (155)

    - Odenwald, Spessart und Südrhön (D55/14, Odenwald, Spessart a jižní Rhön)
      - Südrhön (140)
      - Sandsteinspessart (141)
      - Vorderer Spessart (142)
      - Sandsteinodenwald (144)
      - Vorderer Odenwald (145)

    - Mainfränkische Platten (D56/13, Mohansko-franské plošiny)
      - Ochsenfurter und Gollachgau (130)
      - Windsheimer Bucht (131)
      - Marktheidenfelder Platte (132)
      - Mittleres Maintal (133)
      - Gäuplatten im Maindreieck (134)
      - Wern-Lauer-Platte (135)
      - Schweinfurter Becken (136)
      - Steigerwaldvorland (137)
      - Grabfeldgau (138)
      - Hesselbacher Waldland (139)

    - Gäuplatten (D57/12)
      - Alb-Wutach-Gebiet (120)
      - Baar (121)
      - Obere Gäue (122)
      - Neckarbecken (123)
      - Strom- und Heuchelberg (124)
      - Kraichgau (125)
      - Kocher-Jagst-Ebene (126)
      - Hohenloher und Haller Ebene (127)
      - Bauland (128)
      - Tauberland (129)

    - Schwäbisches Keuperland (D58/10, Švábský trias, též Schwäbisches Keuper-Lias-Land)
      - Südwestliches Albvorland (100)
      - Mittleres Albvorland (101)
      - Vorland der Östlichen Schwäbischen Alb (102)
      - Ries (103)
      - Schönbuch und Glemswald (104)
      - Stuttgarter Bucht (105)
      - Filder (106)
      - Schurwald und Welzheimer Wald (107)
      - Schwäbisch-Fränkische Waldberge (108)

    - Fränkisches Keuperland (D59/11, Franský trias, též Fränkisches Keuper-Lias-Land)
      - Vorland der Südlichen Frankenalb (110)
      - Vorland der Mittleren Frankenalb (111)
      - Vorland der Nördlichen Frankenalb (112)
      - Mittelfränkisches Becken (113)
      - Frankenhöhe (114)
      - Steigerwald (115)
      - Haßberge (116)
      - Itz-Baunach-Hügelland (117)

    - Schwäbische Alb (D60/09, Švábská Alba, Schwabenalb)
      - Randen (090)
      - Hegau-Alb (091)
      - Baaralb und Oberes Donautal (092)
      - Hohe Schwabenalb (093)
      - Mittlere Kuppenalb (094)
      - Mittlere Flächenalb (095)
      - Albuch und Härtsfeld (096)
      - Lonetal-Flächenalb (Niedere Alb) (097)
      - Riesalb (098)

    - Fränkische Alb (D61/08, Franská Alba, Frankenalb)
      - Nördliche Frankenalb (080)
      - Mittlere Frankenalb (081)
      - Südliche Frankenalb (082)

    - Oberpfälzisch-obermainisches Hügelland (D62/07, Hornofalcko-hornomohanská pahorkatina)
      - Oberpfälzisches Hügelland (070)
      - Obermainisches Hügelland (071)

    - Dinkelberg und Hochrheintal (D69/16, Dinkelberg a údolí horního Rýna)
      - Hochrheintal (160)
      - Dinkelberg (161)

Podle členění Václava Krále sem z hercynských středoevropských vysočin ležících mezi Pařížskou pánví a Českou vysočinou patří následující části:
- Středoněmecké hornatiny a kotliny
  - Niedersächsisches Bergland
    - Teutoburger Wald

  - Westhessisches Bergland
  - Osthessisches Bergland
  - Vogelsberg
  - Rhön
  - Harz
  - Thüringer Becken und Randplatten
  - Altenburger Lößplatte
- Rýnský příkop a okolní hornatiny
  - Côtes et plateaux lorraines
    - Plaine de la Woëwre
    - Plateau lorrain
    - Plateaux de la Vôge

  - Hautes Vosges (Vogézy)
  - Basses Vosges / Hardt
  - Saar-Nahe-Bergland
  - Oberrheinisches Tiefland / Plaine d'Alsace
  - Schwarzwald
  - Odenwald
  - Spessart
  - Süddeutsches Gäuland
  - Mainfranken
  - Südrhön
  - Schwäbisches Keuperland
  - Schwäbisches Albvorland
  - Steigerwald und Frankenhöhe
  - Coburger Land und Obermaintal
  - Vorland des Thüringer Waldes
  - Fränkisches Albvorland und Rednitzsenke
  - Ries
  - Schwäbische Alb (Švábská Alba)
  - Fränkische Alb (Franská Alba)
  - Oberpfälzer Hügelland
  - Bodenwöhrer Bucht
- Porýnská břidličná vrchovina
  - Plateau Condrusien
  - Dépression Famennienne
  - Plateaus de Hervé / Hoogvlakte van Zuid Limburg / Vennvorland
  - Ardennes (Ardenny) / Westeifel
    - Hautes Fagnes / Hohes Venn

  - Osteifel
  - Mittelrheintal mit Neuwieder Becken
  - Moseltal
  - Hunsrück
  - Taunus
  - Lahntal mit Limburger Becken
  - Westerwald
    - Siebengebirge

  - Gladenbacher Bergland
  - Siegtal
  - Süderbergland
    - Rothaargebirge